# Coração de Jesus
Coração de Jesus este un oraș în unitatea federativă Minas Gerais (MG), Brazilia.